# Bibbia gotica
La cosiddetta Bibbia gotica o Bibbia di Wulfila è una versione della Bibbia tradotta nel IV secolo da Wulfila (o Ulfila, 311-388), evangelizzatore e vescovo dei Goti. È scritta in lingua gotica, una lingua germanica ora estinta.

## Origine
La traduzione della Bibbia in lingua gotica è attribuita, sulla base delle testimonianze di Socrate Scolastico (Historia Ecclesiastica IV, 33), di Filostorgio (Epitome di Fozio II,5), di Isidoro di Siviglia (Historia Gothorum c. 8) e di altri, a Ulfila. Questi, ordinato vescovo nel 341, all'età di trent'anni, da Eusebio di Nicomedia, svolse per sette anni attività pastorale tra la sua gente. Fu proprio l'esigenza di facilitare la catechesi che lo spinse a tradurre i difficili testi della Bibbia nella lingua parlata dai Goti, che evidentemente avevano poca familiarità con il greco e il latino. Ulfila tuttavia non si limitò alla traduzione a meri fini catechetici, ma andò oltre; infatti egli attribuiva il risultato della sua opera di conversione alla qualità e affidabilità del suo lavoro, e questa attenzione alla qualità è di per sé garanzia dell'accuratezza della sua traduzione.

## La traduzione di Wulfila

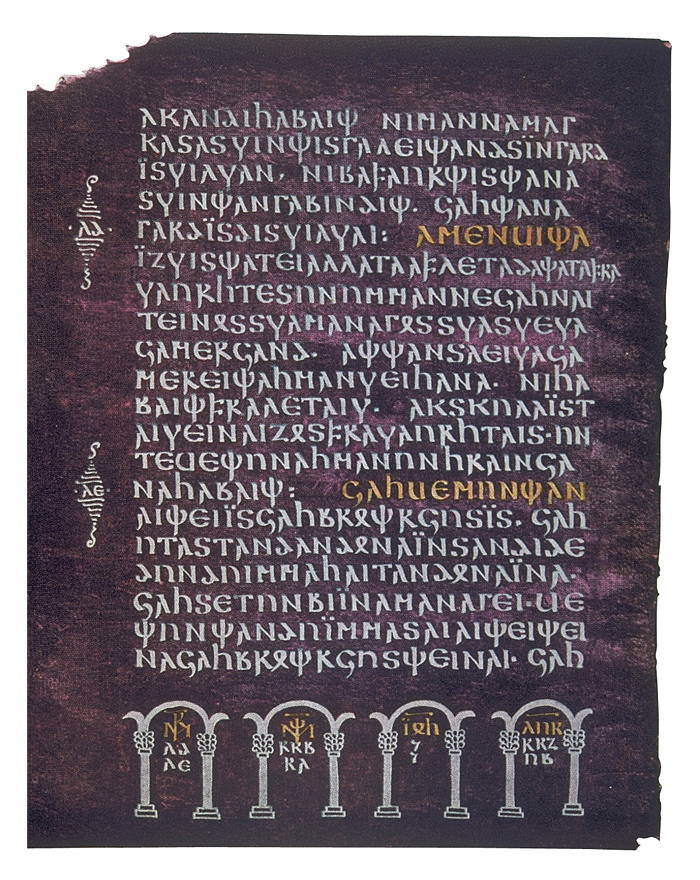
Una pagina del Codex Argenteus conservato nella biblioteca dell'Università di Uppsala (Svezia)

La traduzione wulfiliana è un evento culturale di straordinaria importanza, reso possibile dal salto di qualità effettuato dal mondo gotico nel momento in cui, grazie a mediatori bilingui, si è mostrato capace di accogliere e far proprio l'insegnamento della civiltà greca, che proponesse sia un'adesione al cristianesimo, sia un ricorso abituale all'uso della scrittura.
Nel caso dei Goti del IV sec., la consapevolezza dell'utilità pratica della Scrittura non si risolse, come per le altre tribù germaniche, nell'adozione di un sistema di scrittura già esistente (come quello latino), cui apportare variazioni minime per adeguarlo al proprio sistema fonologico, ma nella creazione di un proprio alfabeto che, meno rigido della scrittura runica, rispondesse alle esigenze fonetiche della lingua gotica.
Ulfila giunse così a concepire un sistema alfabetico sulla base delle tradizioni scrittorie a lui note: tale sistema è di chiara derivazione greca, con inserzioni latine e runiche; tale osservazione ha valore non soltanto paleografico: il fatto che l'alfabeto gotico ricordi quello greco sia nella sequenza che nella forma, come pure nel valore numerico associato alle lettere, sta a indicare una preponderanza dell'influenza greca nel dominio orientale della germanicità rispetto a un'influenza latina.
Del resto, che il cristianesimo e la cultura siano giunti ai Goti nella loro veste greca è testimoniato dal fatto stesso che la traduzione di Ulfila fu condotta sui testi liturgici greci, a differenza delle traduzioni in altre lingue germaniche, basate sui testi latini della Vulgata. Questo è provato da alcune particolarità ortografiche, sintattiche e lessicali del testo wulfiliano, tuttavia non si riesce a ricondurre la traduzione a nessuno dei testi greci esistenti; forse questa difficoltà è dovuta al metodo di traduzione di Ulfila, il quale deve avere integrato il testo con lezioni della tradizione latina. D'altro canto i latinismi presenti nel testo gotico possono essere stati introdotti dai copisti che hanno tramandato il testo.
Stabilire l'origine di tali difformità tra i diversi codici non è compito facile: spesso infatti sono singole parole, brevi sintagmi o piccole frasi a differire dal testo greco e a trovare riscontro in uno o più codici della Vetus Latina. In ogni caso, se anche tutti i latinismi fossero riconducibili alla Vetus Latina, questo non costituirebbe una prova che siano da attribuire proprio a Ulfila; infatti la Vulgata fu sì composta tra il 391 e il 406 (dopo la versione wulfiliana), ma solo nell'VIII-IX secolo s'impose sulla Vetus Latina, che quindi può essere stata usata anche dai copisti immediatamente successivi a Ulfila ma precedenti la diffusione della Vulgata.

## Gli apporti culturali al testo di Wulfila
Anche se nel mondo gotico la cultura greca ha avuto un'influenza maggiore rispetto a quella latina, non bisogna dimenticare il ruolo che Roma ha avuto soprattutto nella diffusione del cristianesimo tra i Goti, essendo l'unità religiosa (seppure con l'opposizione ortodossia/arianesimo), un instrumentum regni che avrebbe garantito la stabilità politica. Sappiamo che i prestiti latini in gotico sono attinenti prevalentemente all'ambito della vita pratica e profana, ma non è escluso che termini religiosi di origine greca siano passati al gotico per tramite del latino (che li aveva assimilati e fatti propri).
Questo, d'altro canto, non sminuisce l'apporto della cultura greca, che si ritrova nella traduzione wulfiliana nelle consuetudini ortografiche (come l'utilizzo del grafema dell'occlusiva velare sonora per la nasale velare che la precede: gr. άγγελος [aŋgelos], got. aggilus [aŋgilus]), in prestiti lessicali e perfino sintattici.
La principale preoccupazione di Ulfila era fornire una traduzione estremamente fedele, che non fosse troppo “autonoma” rispetto al testo originale; quindi la sua versione risente della traduzione “parola per parola”. Ciò non meraviglia: anche nel mondo latino si è dovuto attendere San Girolamo per arrivare a comprendere che la traduzione “a senso” è preferibile a quella letterale, quando veicola meglio il significato.
A livello sintattico è importante osservare che il gotico afferma la sua identità utilizzando procedimenti morfologici propri, indipendenti dal sistema greco; la difficoltà di rendere un lessico assolutamente nuovo è superata sia con l'ampliamento semantico di parole esistenti di significato affine, sia con la produzione di neologismi per esprimere concetti estranei alla cultura gotica, (ad es. ajukdūþs ‘eternità’).
Lo studio del lessico rivela l'accuratezza del traduttore, che opera sempre scelte meditate a lungo, sia nella creazione di neologismi, sia nella rielaborazione semantica di materiale preesistente.

## Documentazione manoscritta
La traduzione di Ulfila doveva essere una versione integrale della Bibbia, al contrario delle versioni nelle altre lingue germaniche che sembra fossero state programmate come versioni dei soli Vangeli e di singoli libri dell'Antico Testamento; tuttavia sono giunti fino a noi soltanto alcuni brani di Neemia (capitoli 5-7), gran parte dei quattro Vangeli e delle Lettere di Paolo. Questi testi appaiono in codici del VI sec. di probabile provenienza italiana, e sono considerati parte della traduzione wulfiliana anche se in nessuno di essi si citi il nome del traduttore; la paternità dei testi è stata dunque attribuita sulla base della sostanziale unitarietà delle traduzioni dei diversi codici e sull'uniformità di lingua e stile, che lasciano intendere che fossero parte di un'unica opera di ampio respiro, quale solo la versione wulfiliana pare essere stata. 
Le discrepanze esistenti tra i testi si possono facilmente interpretare come revisioni post-wulfiliane o evoluzioni della lingua e influenze dialettali, tutte ampiamente giustificabili se si considera che l'originale precede di quasi due secoli i manoscritti. 
I manoscritti sono ostrogoti mentre l'originale è visigoto, è infatti opinione diffusa tra gli studiosi che tutta la tradizione gotica manoscritta della Bibbia provenga dall'Italia settentrionale e risalga all'epoca della dominazione ostrogotica; la fioritura di tali manoscritti rientrerebbe nella serie di iniziative culturali intraprese da Teodorico, spronato alla conservazione del patrimonio letterario gotico dalla tradizione latina. Inoltre è lecito supporre che i manoscritti giunti ai nostri giorni possano dare solo un'idea della reale “popolarità” della Bibbia, in quanto essendo quella wulfiliana una versione ariana, molti codici sono stati distrutti o raschiati dopo la condanna dell'arianesimo. Ad eccezione del Codex Argenteus, infatti, gli altri manoscritti, (il Codex Carolinus, i Codices Ambrosiani A, B, C, D, il Codex Taurinensis) sono tutti dei palinsesti.